# Sentier bleu de Hongrie
Le Sentier bleu de Hongrie (en hongrois : Országos Kéktúra) est un sentier de grande randonnée reliant Írott-kő à Hollóháza sur 1 118 km.
Il constitue l’un des plus anciens itinéraires de grande randonnée balisés d’Europe. Son origine remonte à 1938, à l’occasion du 900e anniversaire de la mort de saint Étienne, premier roi de Hongrie. L’idée d’un sentier reliant la région de Tapolca à celle de Sátoraljaújhely fut lancée à l’initiative de László Vízkelety (1923–2007), qui joua un rôle déterminant dans la structuration et la promotion du tracé.
À l’époque, le sentier fut soutenu par la Fédération hongroise de randonnée et inauguré sous le nom de Randonnée saint Étienne (Szent István Vándorlás). 
L’itinéraire connut une nouvelle dynamique dans les années 1950 grâce à des randonneurs et cartographes comme József Bondy, János Forgó, et Lajos Thuróczy. En 1952, une nouvelle impulsion est donnée lorsque l’itinéraire est parcouru dans son intégralité par Viktor Prileszky, qui documenta le trajet dans un carnet de randonnée illustré.
En 1953, une commission spéciale fut créée, dirigée par József Bokody, pour baliser le sentier et le promouvoir. Un premier guide officiel fut publié en 1954. Dès 1959, des distinctions furent créées pour récompenser les randonneurs ayant complété le parcours, qui s’étendait alors sur environ 850 km.
Dans les décennies suivantes, le sentier fut progressivement allongé pour atteindre 881,9 km en 1981, puis 919 km au début du XXIe siècle. Il est actuellement entretenu par la Fédération hongroise des marcheurs de nature, qui délivre aussi les carnets de tampons (kéktúra igazolófüzet) nécessaires à l’obtention du badge officiel.
Depuis les années 2000, le Sentier bleu de Hongrie fait partie de l’itinéraire E4 du réseau européen de grande randonnée. Une refonte cartographique et logistique a été entreprise en 2011, avec un système modernisé de balisage et de numérisation des points de contrôle.
Le Sentier bleu de Hongrie, le Sentier bleu Pál Rockenbauer de Transdanubie et le Sentier bleu de l'Alföld forment ensemble le Tour bleu de Hongrie. Il traverse le Bakony, le Vértes, les collines de Buda (et Budapest), le Pilis et le massif du Nord.